# Анна Сидов
Анна Дитерих, родена Сидов (1525 – 1575), на немски: Anna Sydow; Anna Sidow, Anna Dieterich, die „schöne Gießerin“; * ок. 1525; † 1575 в цитаделата Шпандау, Берлин) е метреса на курфюрста на Бранденбург Йоахим II. Тя е съпруга на майстора Михаел Дитерих. .
Анна Сидов е дъщеря на Андреас Сидов и Гертрауд Шнайдевинд. Нейната по-малка сестра Елизабет е омъжена за дворцовия проповедник Йоахим Паше (1527–1578).
Курфюрст Йоахим II фон Бранденбург започва връзка с красивата Анна Дитерих, след като през 1549 г. съпругата му Ядвига (Хедвиг) Ягелонка (1513–1573) започва да ходи с патерици.  Той се показва с Анна без да го е срам. Тя живее дълги години в ловния дворец Груневалд, който Йоахим II построява през 1542/1543 г. Те имат две деца.
- Магдалена фон Бранденбург, графиня на Арнебург (1558–1610)
- Андреас, роден през 1562 г. умира 1569 г. на седем години.

Нейният съпруг Михаел Дитерих, умира през 1561 г., накрая е ръководител на курфюрстката железарница в Гримниц. От този брак Анна има три деца, между които един син, Николаус, на когото курфюрстът дава едно село.
Йоахим II умира неочаквано на 3 януари 1571 г. Неговият син Йохан Георг веднага затваря Анна Дитерих в цитаделата Шпандау до нейната смърт 1575 г.
 По друга легенда Анна е зазидана жива в ловния дворец Груневалд. 